# ژان-فرانسوا لامور
ژان-فرانسوا لامور (فرانسوی: Jean-François Lamour‎؛ زادهٔ ۲ فوریهٔ ۱۹۵۶) شمشیرباز اهل فرانسه بود.
وی در مسابقات کشوری و بین‌المللی در مجموع برندهٔ ۲ مدال طلا، ۱ مدال نقره، ۲ مدال برنز شده‌است.